# بحران دین (فیلم)
بحران دین (به هندی: Dharam Sankat) فیلمی محصول سال ۱۹۹۱ و به کارگردانی ان.دی کوتاری است. در این فیلم بازیگرانی همچون وینود کانا، آمریتا سینگ، دارا سینگ، آمریش پوری، روهینی هاتانگادی، راج بابار، شاکتی کاپور و آسرانی ایفای نقش کرده‌اند.